# Сами паша Ебубекир Егрибозлу
Сами паша Ебубекир Егрибозлу (на турски: Ebubekir Sami Paşa, Eğribozlu) е османски офицер и чиновник.

## Биография
Роден е на Евбея (на турски Егрибоз), заради което носи прякора Егрибозлу. От февруари до септември 1845 е валия на Ерзурумския еялет. От декември 1845 до декември 1846 година валия на карамански еялет. От септември 1847 до септември 1848 година е валия на Кастамонския еялет. От септември 1848 до август 1849 година е солунски валия.
Умира в 1849 година.